# Tursiops truncatus ponticus
Tursiops truncatus ssp. ponticus é uma subespécie em perigo de extinção de golfinho-nariz-de-garrafa (Tursiops truncatus) pertencente ao género Tursiops.

## População
Tursiops truncatus ponticus é encontrado no mar Negro, mar de Mármara e no sul do mar de Azov e nos estreitos do Bósforo, Dardanelos e Querche. Com base em dados genéticos, supõe-se que os estreitos que separam o mar Negro do Mediterrâneo representam uma divergência evolutiva entre Tursiops truncatus ponticus e Tursiops truncatus truncatus, embora a existência de um fluxo genético limitado entre os dois mares ainda seja provável. Um golfinho pertencente à subespécie T. t. ponticus, que provavelmente navegou a partir do Mar Negro, foi registrado no Mediterrâneo Ocidental. Vários T. t. ponticus também foram relatados nos rios Danúbio e Dnipro.